# Frauke Dirickx
Frauke Dirickx (Halle,3 de janeiro de 1980) é uma voleibolista belga que atua na posição de levantadora.Conquistou com a Seleção Belga  a  medalha de bronze no Campeonato Europeu no ano de 2013  e foi vice-campeã da Liga Europeia no mesmo ano. Atualmente a jogadora defende a equipe do Bursa BB.

## Clubes
- Bélgica Isola Tongeren (1996–1997)
- Bélgica Kärcher Herentals (1997–2000)
- Itália Minetti Vicenza (2000–2002)
- Itália Cerdisa Reggio Emilia (2002–2003)
- Itália Kab Holding Sassuolo (2003–2004)
- Itália Minetti Infoplus Vicenza (2004–2005)
- Espanha Grupo 2002 Murcia (2005–2007)
- Itália Futura Volley Busto Arsizio (2007–2008)
- Roménia Metal Galaţi (2008–2009)
- Turquia Fenerbahçe Acıbadem (2009–2010)
- Itália Spes Volley Conegliano (2010–2011)
- Polónia Dabrowa Górnicza (2011–2013)
- Polónia Impel Wroclaw (2013–2014)
- Itália River Piacenza (2014-2015)
- Turquia Bursa BB (2015-...)